# توني باتيستا
توني باتيستا (25 سبتمبر 1992 في البرازيل - ) هو لاعب كرة قدم برازيلي في مركز حراسة المرمى لعب سابقاً في نادي الجندل.

## وصلات خارجية
- توني باتيستا على موقع قاعدة بيانات كرة القدم.إي يو (الإنجليزية)
- توني باتيستا على موقع Soccerway.com (الإنجليزية)